# Smillie Peak
Smillie Peak är en bergstopp i Sydgeorgien och Sydsandwichöarna (Storbritannien). Den ligger i den nordvästra delen av Sydgeorgien och Sydsandwichöarna. Toppen på Smillie Peak är 1 767 meter över havet, eller 614 meter över den omgivande terrängen. Bredden vid basen är 5,7 km. Smillie Peak ingår i Allardyce Range.
Terrängen runt Smillie Peak är kuperad åt nordväst, men åt sydost är den bergig.  Det finns inga samhällen i närheten. Trakten runt Smillie Peak består i huvudsak av gräsmarker.